# 남부아마존청서
남부아마존청서(학명 : Sciurus spadiceus)는 다람쥐과 청서속에 속하는 남아메리카 설치류의 일종이다. 안데스 산맥 동부 지역의 남아메리카 북서부 대부분 지역 숲에서 서식한다. 3종의 아종이 알려져 있다. 짙은 붉은색이나 황토색과 흰색이 섞인 짙은 갈색을 띠며, 배 쪽은 희끄무레한 색을 갖고 있다. 시간의 대부분은 땅 위, 덤불 속에서 버내며, 견과류 등을 주로 먹는다. 번식 습성에 대해서는 거의 알려져 있지 않지만 여러 마리의 개체가 한 나무에서 함께 먹이를 구하는 등 군거 생활을 한다. 특별히 알려진 멸종 위협 요인이 없으며, 분포 지역이 넓고 비교적 흔하기 때문에 국제 자연 보전 연맹(IUCN)이 보전 등급을 "관심대상종"으로 분류하고 있다.

## 아종
3종의 아종이 알려져 있다.
- S. s. spadiceus
- S. s. steinbachi
- S. s. tricolor